# Édouard Drumont
Édouard Adolphe Drumont [ejtsd: drümön] (Párizs, 1844. május 3. – Párizs, 1917. február 5.) francia publicista és antiszemita író. 

## Életútja
Korán lépett a hírlapirói pályára és előbb az Univers-nél, később a Liberténél és a Monde-nál dolgozott. Azonfelül több regényt és történeti könyvet írt. Ilyen az 1879-ben megjelent: Mon vieux Paris, melyet az akadémia pályadíjra méltatott. Kiadta továbbá a: Papiers inédits du duc de Saint Simon (1880) és a La mort de Louis XIV. című munkákat, korábban ismeretlen adatok nyomán. De csak 1886-ban lett ismertebb, amikor Octave Mirbeau (a Les grimaces szerkesztőjének) példájára antiszemita művét adta ki: La France juive (Párizs, 2 kötet). E munka miatt ugyan több párbajt kellett vívnia, de azért következő műveit ugyanaz az antiszemita irány jellemzi, mint amazt. Következtek a: La France juive devant l'opinion, La fin du monde és a Testament d'un antisémite című munkák. Később pedig a Libre Parole lapot szerkesztette, amelynek cikkei miatt már több ízben fogsággal bűnhödött, így amikor 1892 júniusában Burdeau minisztert azzal vádolta, hogy a francia bank privilégiumát pénzért hosszabbította meg. Kiszabadulván a börtönből, hozzájárult a Panama-botrány hőseinek leleplezéséhez. 1893 szeptemberében pedig Camille Dreyfus képviselővel vívott párbajt. Az augusztus 20-i választásoknál ugyan fellépett Amiens-ben mint képviselőjelölt, de belátván ügyének reménytelenségét, még a választás előtt visszalépett.

## Művei
- Mon vieux Paris, 1878
- Les Fêtes nationales à Paris, 1878
- Le Dernier des Trémolin, 1879
- Papiers inédits du Duc de Saint-Simon, 1880
- La mort de Louis XIV, 1880
- La France juive, 1886
- La France Juive devant l'opinion, 1886
- La Fin d'un monde, 1889
- La Dernière Bataille, 1890
- Le Testament d'un antisémite, 1891
- Le Secret de Fourmies, 1892
- De l'or, de la boue, du sang, 1896
- Mon vieux Paris Deuxième Série, 1897
- La tyrannie maçonnique, 1899
- Les juifs contre la France, 1899
- Les Tréteaux du succès, figures de bronze ou statues de neige, 1900
- Les Tréteaux du succès, Les héros et les pitres, 1900
- Le peuple juif, 1900
- Vieux portraits, vieux cadres, 1903
- Sur le chemin de la vie, 1914